# Liste des châteaux du département du Jura

## Liste
| Icône            | Signification    | Abréviations             | Abréviations                  | Abréviations             | Abréviations           |
| ---------------- | ---------------- | ------------------------ | ----------------------------- | ------------------------ | ---------------------- |
| Château fort     | Château fort     | = Bastide                | = Ferme fortifiée             | = Maison forte           | = (Néo-)Palladianisme  |
| Renaissance      | Renaissance      | = Château gascon         | = Folie (montpelliéraine)     | = Manoir, Gentilhommière | = Résidence épiscopale |
| Domaine viticole | Domaine viticole | = Classicisme, classique | = Forteresse, fort(ification) | = Maison (noble)         | = Style Beaux-Arts     |
| Palais           | Palais           | = Commanderie            | = Gothique (flamboyant)       | = Néo-baroque            | = Style Second Empire  |
| Ruine ou disparu | Ruine, disparu   | = Château pinardier      | = Hôtel particulier           | = Néo-classique          | = Style italianisant   |
|                  |                  | = Demeure seigneuriale   | ... = Style Louis XII...XVI   | = Néo-gothique           | = Style troubadour     |
|                  |                  | = Éclectisme             | = Logis (seigneurial)         | = Néo-Renaissance        | = Villa (de Nice)      |
| Baroque, rococo  | Baroque, rococo  | = Édifice religieux      | = Motte castrale/féodale      | = Pavillon de chasse     | = Styles du XXe siècle |

| Type                                                  | Château                                          | Commune                | Protection                                                                                                 | Notes                                                                | Coordonnées                 | Illustration                   |
| ----------------------------------------------------- | ------------------------------------------------ | ---------------------- | --- | -------------------------------------------------------------------- | --------------------------- | ------------------------------ |
| Château fort                                          | Château d'Andelot                                | Andelot-Morval         | Inscrit MH (1926) · Notice no PA00101799                                                                   | XIIIe et XVe siècles                                                 | 46° 25′ 29″ N, 5° 24′ 55″ E | Château d'Andelot              |
| Château fort · Ruine ou disparu                       | Château vieux d'Arlay                            | Arlay                  | | XIIIe siècle                                                         | 46° 45′ 25″ N, 5° 32′ 14″ E |                                |
| Néo-classique                                         | Château d'Arlay (Château de Proby)               | Arlay                  | Classé MH (1996) · Notice no PA00101808 · Notice no IA39000833 · Jardin remarquable · Notice no JAR0000042 | XVIIIe et XIXe siècles le plus ancien « château-vignoble » de France | 46° 45′ 32″ N, 5° 32′ 16″ E | Château d'Arlay                |
| Maison (noble) · Édifice religieux · Ruine ou disparu | Château de Baume                                 | Saint-Lothain          | Notice no IA00015343                                                                                       | Moyen Âge                                                            | 46° 49′ 31″ N, 5° 38′ 29″ E |                                |
| Château fort · Ruine ou disparu                       | Château de Beauregard                            | Publy                  | Notice no IA00015123                                                                                       | XIIIe siècle                                                         | 46° 36′ 27″ N, 5° 39′ 41″ E | Château de Beauregard          |
| Renaissance                                           | Château de Bersaillin                            | Bersaillin             | Inscrit MH (1977, 1994) · Notice no PA00101817 · Photo                                                     | XVIe siècle, XVIIIe et XIXe siècles                                  | 46° 51′ 36″ N, 5° 35′ 52″ E | Château de Bersaillin          |
| Château fort · Ruine ou disparu                       | Château de Binans                                | Publy                  | Notice no IA00015121                                                                                       | XIIe siècle                                                          | 46° 37′ 25″ N, 5° 39′ 42″ E | Château de Binans              |
| Château fort · Renaissance · Domaine viticole         | Château de Blandans                              | Domblans               | Inscrit MH (2007) · Notice no PA39000082 · Notice no IA00015450                                            | Moyen Âge, XVIe et XVIIe siècles                                     | 46° 46′ 18″ N, 5° 36′ 26″ E |                                |
| Maison forte                                          | Château de Boissia                               | Boissia                | Inscrit MH (1991) · Notice no PA00102084                                                                   | Moyen Âge                                                            | 46° 35′ 30″ N, 5° 44′ 18″ E |                                |
| Château fort · Renaissance                            | Château Bontemps                                 | Arbois                 | Inscrit MH (1989) · Notice no PA00102058                                                                   | XIIIe et XVIe siècles                                                | 46° 54′ 11″ N, 5° 46′ 15″ E |                                |
| Maison forte                                          | Château de Brans                                 | Brans                  | Inscrit MH (2007) · Notice no PA39000081                                                                   | Moyen Âge, XVIe siècle, XIXe et XXe siècles                          | 47° 13′ 54″ N, 5° 34′ 02″ E | Château de Brans               |
| Maison forte                                          | Château de Châteauvieux                          | Cuisia                 | | XIVe et XVIIIe siècles                                               | 46° 32′ 14″ N, 5° 24′ 12″ E |                                |
| Motte castrale ou féodale · Classicisme, classique    | Château de Chaussin                              | Chaussin               | Inscrit MH (2001) · Notice no PA39000047                                                                   | Moyen Âge, XVIIIe et XIXe siècles                                    | 46° 57′ 55″ N, 5° 24′ 20″ E |                                |
| Château fort · Ruine ou disparu                       | Château de Chevigny                              | Chevigny               | Classé MH (1980) · Inscrit MH (1980) · Notice no PA00101828                                                | XVe et XVIe siècles                                                  | 47° 10′ 34″ N, 5° 28′ 41″ E | Château de Chevigny            |
| Château fort · Ruine ou disparu                       | Château de Chevreaux                             | Chevreaux              | | XIIe siècle                                                          | 46° 30′ 38″ N, 5° 24′ 12″ E | Château de Chevreaux           |
| Château fort · Ruine ou disparu                       | Château de Clairvaux-les-Lacs                    | Clairvaux-les-Lacs     | Inscrit MH (1932) · Notice no PA00101834                                                                   | XVe et XVIIe siècles                                                 | 46° 34′ 41″ N, 5° 45′ 03″ E | Château de Clairvaux           |
| Néo-gothique                                          | Château de Cornod                                | Cornod                 | Inscrit MH (2007) · Notice no PA39000080                                                                   | XIXe siècle                                                          | 46° 18′ 44″ N, 5° 33′ 09″ E | Château cornod                 |
| Style Louis XVI                                       | Château de Courbouzon                            | Courbouzon             | Inscrit MH (2004) · Notice no PA39000061                                                                   | XVIIIe siècle                                                        | 46° 39′ 03″ N, 5° 31′ 42″ E |                                |
| Style Louis XV                                        | Château de Cousance                              | Cousance               | Inscrit MH (1992) · Notice no PA00102099                                                                   | XVIIIe siècle                                                        | 46° 31′ 38″ N, 5° 23′ 32″ E |                                |
|                                                       | Château de Domblans                              | Domblans               | |                                                                      | 46° 45′ 55″ N, 5° 35′ 59″ E | Château de Domblans            |
| Château fort · Ruine ou disparu                       | Château de Dramelay                              | Dramelay               | |                                                                      | 46° 24′ 15″ N, 5° 31′ 25″ E | Château de Dramelay            |
|                                                       | Château d'Eclans                                 | Éclans-Nenon           | Inscrit MH (1994) · Notice no PA00132852                                                                   |                                                                      | 47° 07′ 30″ N, 5° 36′ 13″ E | Château d'Eclans               |
|                                                       | Château de Frontenay                             | Frontenay              | Inscrit MH (1991) · Notice no PA00102092 · Notice no IA00015472 · Notice no IA39000846                     |                                                                      | 46° 47′ 09″ N, 5° 37′ 06″ E | Château de Frontenay           |
| Classicisme, classique                                | Château-Gaillard                                 | Mont-sous-Vaudrey      | | XVIIe siècle                                                         | 46° 58′ 49″ N, 5° 36′ 22″ E |                                |
|                                                       | Château de Gevingey                              | Gevingey               | Inscrit MH (1931) · Notice no PA00101883 · Notice no IA00015798                                            |                                                                      | 46° 38′ 14″ N, 5° 30′ 30″ E |                                |
|                                                       | Château de la Grangerie (Château de Jules Grévy) | Mont-sous-Vaudrey      | Inscrit MH (1990) · Notice no PA00102073                                                                   |                                                                      | 46° 58′ 55″ N, 5° 36′ 13″ E |                                |
|                                                       | Château Gréa                                     | Rotalier               | |                                                                      | 46° 35′ 24″ N, 5° 28′ 34″ E |                                |
|                                                       | Château de Grusse (Demeure Secrétan)             | Val-Sonnette (Grusse)  | Inscrit MH (2008) · Notice no PA39000086                                                                   |                                                                      | 46° 35′ 54″ N, 5° 29′ 34″ E |                                |
|                                                       | Château de Lavans-lès-Dole                       | Lavans-lès-Dole        | Inscrit MH (1970) · Notice no PA00101887                                                                   |                                                                      | 47° 09′ 25″ N, 5° 37′ 35″ E | Château de Lavans-lès-Dole     |
|                                                       | Château de Marigna                               | Marigna-sur-Valouse    | Inscrit MH (1975) · Notice no PA00101948                                                                   |                                                                      | 46° 27′ 09″ N, 5° 31′ 48″ E |                                |
|                                                       | Château de Menétru-le-Vignoble                   | Menétru-le-Vignoble    | Inscrit MH (1997) · Notice no PA39000024 · Notice no IA00015530                                            |                                                                      | 46° 46′ 08″ N, 5° 37′ 12″ E | Château de Menétru-le-Vignoble |
|                                                       | Château de Menthon                               | Choisey                | Classé MH (1993) · Inscrit MH (1993) · Notice no PA00101832 · Notice no IA39000842                         |                                                                      | 47° 03′ 39″ N, 5° 27′ 29″ E | Château menthon                |
|                                                       | Château de Mérona                                | Mérona                 | |                                                                      | 46° 33′ 19″ N, 5° 38′ 12″ E | Château de Mérona              |
| Château fort · Ruine ou disparu                       | Château de Mirebel                               | Mirebel                | Inscrit MH (2007) · Notice no PA39000074 · Notice no IA00015062                                            |                                                                      | 46° 42′ 04″ N, 5° 44′ 05″ E | Château de Mirebel             |
|                                                       | Château de Moissey                               | Moissey                | Inscrit MH (1985) · Notice no PA00101954                                                                   |                                                                      | 47° 11′ 45″ N, 5° 31′ 32″ E | Château de Moissey             |
|                                                       | Château de Montbourgeau                          | L'Étoile               | Inscrit MH (1986) · Notice no PA00101877 · Notice no IA00015788                                            |                                                                      | 46° 43′ 11″ N, 5° 31′ 23″ E |                                |
| Château fort · Ruine ou disparu                       | Château de Montdidier                            | Aromas                 | |                                                                      | 46° 16′ 35″ N, 5° 29′ 58″ E | Château de Montdidier          |
| Maison forte                                          | Château de Montigny-lès-Arsures                  | Montigny-lès-Arsures   | Inscrit MH (2013) · Notice no PA00101960 · Notice no IA39000827                                            |                                                                      | 46° 55′ 30″ N, 5° 46′ 51″ E | Château de Montigny            |
|                                                       | Château de Montmirey-le-Château                  | Montmirey-le-Château   | |                                                                      | 47° 13′ 28″ N, 5° 32′ 07″ E |                                |
|                                                       | Château de Montmirey-la-Ville                    | Montmirey-la-Ville     | Inscrit MH (2010) · Notice no PA39000099 · Notice no IA39000837                                            |                                                                      | 47° 13′ 00″ N, 5° 31′ 20″ E | Château de Montmirey-la-Ville  |
|                                                       | Château de Montmorot                             | Montmorot              | Classé MH (1910) · Notice no IA00015848                                                                    |                                                                      | 46° 40′ 49″ N, 5° 31′ 45″ E |                                |
|                                                       | Château de Montrambert                           | Dammartin-Marpain      | Inscrit MH (1987) · Notice no PA00101840                                                                   |                                                                      | 47° 15′ 07″ N, 5° 34′ 53″ E | Château de Montrambert         |
|                                                       | Château de Montrond                              | Montrond               | Classé MH (1986) · Notice no PA00101964                                                                    |                                                                      | 46° 47′ 37″ N, 5° 49′ 53″ E | Château de Montrond            |
|                                                       | Château de Mutigney                              | Mutigney               | Inscrit MH (1971) · Notice no PA00101966                                                                   |                                                                      | 47° 16′ 41″ N, 5° 32′ 44″ E | Château de Mutigney            |
|                                                       | Château de la Muyre                              | Domblans               | |                                                                      | 46° 45′ 14″ N, 5° 34′ 19″ E | Château de la Muyre (Domblans) |
| Château fort · Ruine ou disparu                       | Château d'Oliferne                               | Vescles                | |                                                                      | 46° 19′ 08″ N, 5° 35′ 18″ E | Château oliferne               |
|                                                       | Château d'Ougney                                 | Ougney                 | |                                                                      | 47° 14′ 25″ N, 5° 40′ 08″ E |                                |
|                                                       | Château de Parthey                               | Choisey                | Inscrit MH (2008) · Notice no PA39000084                                                                   |                                                                      | 47° 03′ 48″ N, 5° 26′ 03″ E |                                |
|                                                       | Château Pécauld                                  | Arbois                 | Inscrit MH (1988) · Notice no PA00101800 · Notice no M0342                                                 |                                                                      | 46° 54′ 13″ N, 5° 46′ 34″ E | Château Pecauld                |
|                                                       | Château de Persanges                             | L'Étoile               | Inscrit MH (2006) · Notice no PA39000070                                                                   |                                                                      | 46° 42′ 43″ N, 5° 31′ 26″ E |                                |
| Château fort                                          | Château du Pin                                   | Le Pin                 | Inscrit MH (2000) · Classé MH (2002) · Notice no PA00101991 · Notice no IA00015567                         | XIIIe et XVe siècles, XVIe siècle                                    | 46° 42′ 37″ N, 5° 34′ 38″ E |                                |
| Château fort · Ruine ou disparu                       | Château de Présilly                              | Présilly               | |                                                                      | 46° 33′ 32″ N, 5° 34′ 57″ E | L'entrée du Château.           |
|                                                       | Château de Pymont                                | Villeneuve-sous-Pymont | Inscrit MH (1994) · Notice no PA00132857                                                                   |                                                                      | 46° 41′ 19″ N, 5° 32′ 39″ E |                                |
|                                                       | Château de Rans                                  | Rans                   | Inscrit MH (2001) · Notice no PA39000048                                                                   |                                                                      | 47° 08′ 39″ N, 5° 43′ 41″ E |                                |
| Château fort · Ruine ou disparu                       | Château de Rochelle                              | Val-Sonnette (Grusse)  | |                                                                      |                             |                                |
|                                                       | Château de Rotalier                              | Rotalier               | |                                                                      |                             |                                |
|                                                       | Château de Salans                                | Salans                 | |                                                                      | 47° 10′ 01″ N, 5° 47′ 26″ E | Château de Salans              |
|                                                       | Château de Sermange                              | Sermange               | Inscrit MH (2000) · Notice no PA39000045                                                                   |                                                                      | 47° 11′ 33″ N, 5° 40′ 52″ E | Château de Sermange            |
| (Néo-)Palladianisme                                   | Château de Syam                                  | Syam                   | Inscrit MH (1993, 1994) · Classé MH (1994) · Notice no PA00102043 · Notice no IA39000487                   | XVIIIe et XIXe siècles, XXe siècle                                   | 46° 42′ 17″ N, 5° 56′ 44″ E | Château de Syam                |
| Château fort · Ruine ou disparu                       | Château de Vaulgrenant                           | Pagnoz                 | |                                                                      | 46° 58′ 36″ N, 5° 49′ 59″ E | Château de Vaulgrenant         |
|                                                       | Château de Verreux                               | Arbois                 | Inscrit MH (1997) · Notice no PA39000017                                                                   |                                                                      | 46° 54′ 20″ N, 5° 46′ 39″ E | château de Verreux             |
|                                                       | Château de Virechâtel                            | Onoz                   | |                                                                      | 46° 27′ 52″ N, 5° 39′ 52″ E |                                |